# Gypona angustata
Gypona angustata är en insektsart som beskrevs av Philip Reese Uhler 1895. Gypona angustata ingår i släktet Gypona och familjen dvärgstritar. Inga underarter finns listade i Catalogue of Life.